# Valdespino de Vaca
Valdespino de Vaca es una localidad española del municipio de Joarilla de las Matas, en la provincia de León, comunidad autónoma de Castilla y León.

## Demografía

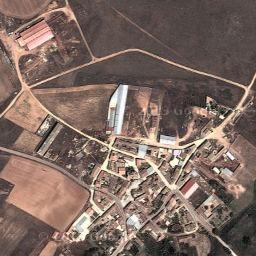

| 2000 | 2001 | 2002 | 2003 | 2004 | 2005 | 2006 | 2007 | 2008 | 2009 | 2010 | 2011 | 2012 |
| 78   | 80   | 79   | 81   | 81   | 75   | 72   | 79   | 74   | 73   | 70   | 69   | 68   |

## Economía
Lo más cultivado por esas tierras son: trigo, legumbres, centeno, vinos (entre ellos el más es el cantar) y pastos para la ganadería (vacas, ovejas y gallinas).

## Cultura

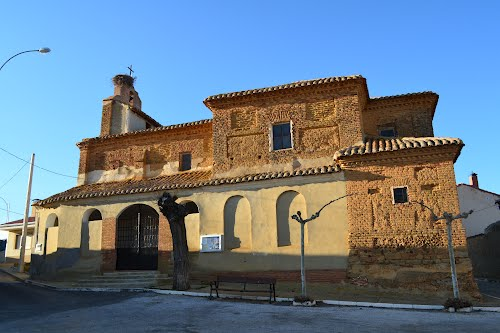

- La iglesia es de mediados del siglo XVI.
- Las fiestas se celebran el primer fin de semana de agosto y el tercer domingo de noviembre. Su patrona es la Virgen de Nuestra Señora de Gracia.